# Quite

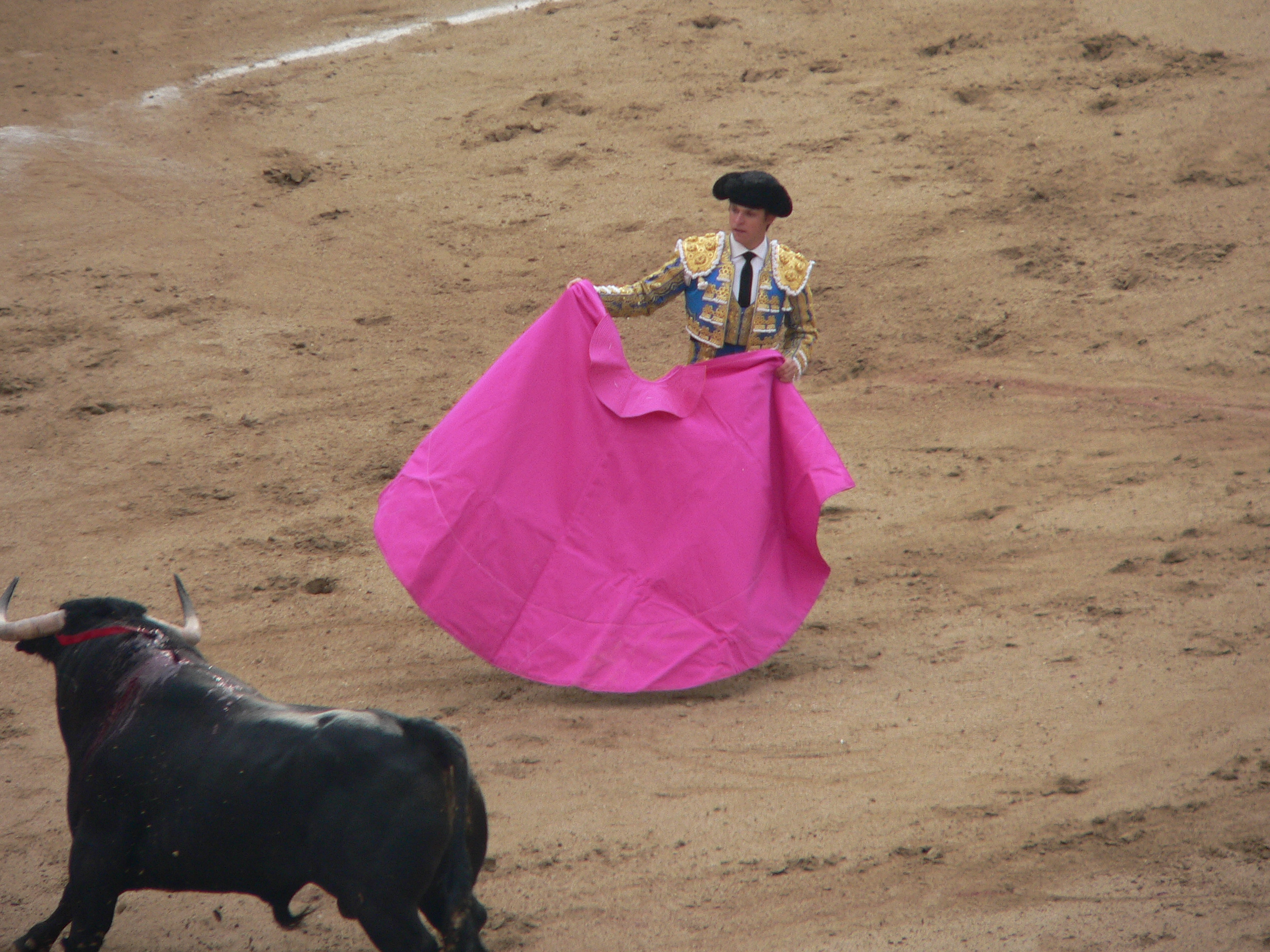
El Juli à la cape

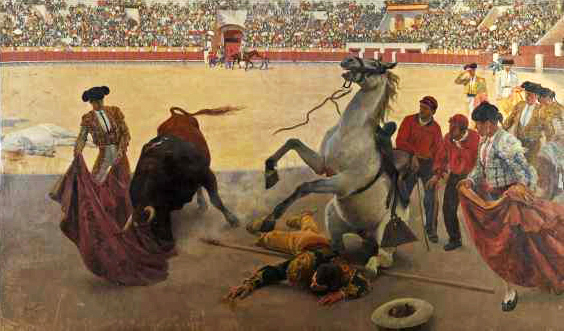
El Quite (1890) Enrique Simonet.

Dans le monde de la tauromachie, le quite (du verbe espagnol quitar : enlever) est une passe de cape, destinée à éloigner le taureau de l'endroit où il pourrait blesser un torero. 

## Première signification
C'est avant tout un secours porté à la personne en danger, un geste de solidarité entre hommes qui exercent un métier dangereux. Le torero et surtout le chef de lidia ne doit pas quitter l'animal des yeux un instant, et être prêt à intervenir en cas de chute d'un picador ou d'un banderillero en difficulté. Le quite se fait traditionnellement avec la cape, mais en cas d'urgence à cuerpo limpio (à corps découvert, comme ce fut le cas de Francisco Montes. Il existe des quites de sauvegarde moins élégants : tirer la queue du taureau par exemple.
Le quite est parfois en lui-même une action dangereuse. Ainsi, lorsque Curro Guillén, mis en difficulté et blessé, reçut le secours de son ami Leoncillo, le taureau se retourna et blessa les deux hommes. Le premier matador à mourir lors d'un quite fut José Candido Esposito en 1771, alors qu'il faisait un quite pour dégager le picador désarçonné Chiquilin. Le samedi 17 juin 2017 dans les arènes Maurice Lauche d'Aires sur Adour, le matador Iván Fandiño reçoit une cornada lorsqu'il trébuche en s'emmêlant les pieds dans sa cape lors d'une quite sur le taureau Provechito de l'élevage Baltsasar Ibàn.

## Deuxième signification
Le quite est aussi l'action, pour un matador, de faire sortir son taureau de la pique et de l'emmener loin de cheval. Le'hôpital. quite peut alors devenir une démonstration esthétique, avec une série de véroniques qui servent à tester l'état du taureau. Il s'accompagne souvent d'une démonstration de savoir-faire de la part du matador : chicuelina, demi-véroniques, mariposa etc. Cela lui permet de briller et d'étaler sa science
Il arrive aussi que par courtoisie, un matador offre à un autre matador la possibilité de faire un quite sur son taureau. On assiste ainsi à un duel de quites dont les historiens gardent le souvenir (El Gallo- Marcial Lalanda). Ou plus récemment, à Nîmes, en septembre 1998, El Juli avait fait intrusion sur les quites de José Ortega Cano dont le toreo était mou, mais Cano a aussitôt relevé le gant avec fierté.
L'excès de quites fatigue toutefois le taureau et lui enlève des passes de muleta. Il est donc recommandé de ne pas en abuser.